# Voivodato de Dorpat
El voivodato de Dorpat (en polaco: Województwo dorpackie o województwo derpskie) fue una división administrativa y gobierno local en el ducado de Livonia, parte de la Mancomunidad polaco-lituana, desde 1598 hasta la conquista sueca de Livonia en la década de 1620. La sede del vaivoda estaba en la ciudad de Dorpat (Tartu), mientras que la asamblea regional (sejmik) para toda la provincia de Livonia estaba ubicada en Wenden. El área del voivodato de Dorpat era de 9 000 kilómetros cuadrados aprox. y tenía dos representantes en el Senado de la Mancomunidad.
El voivodato fue creado por el rey Segismundo III Vasa en 1598, a partir de la presidencia de Dorpat, que existía desde la paz de Jam Zapolski (1582). Se dividió en cinco distritos:
- distrito (starostwo) de Dorpat (Tartu)
- distrito (starostwo) de Oberpahlen (Põltsamaa)
- distrito (starostwo) de Lais (Laiuse)
- distrito (starostwo) de Kirrumpah (Kirrumpää)
- distrito (starostwo) de Neuhausen (Vastseliina)

Dejó de existir efectivamente en 1621, cuando el norte de Livonia fue conquistada por el Imperio sueco y se convirtió en la Livonia sueca (véase guerra polaco-sueca (1621-1625)). Oficialmente, el voivodato de Dorpat fue liquidado en 1660, tras el tratado de Oliva. Sin embargo, el título de vaivoda de Dorpat se mantuvo hasta las particiones de Polonia, como el llamado "título ficticio" (en polaco: urzad fikcyjny).

## Castellanos de Dorpat
- 1599-1609 Maciej Leniek
- 1612-1625 Bertrand Olszer

### Castellanos titulares
- 1627-1631 Alejandro Massalski
- 1638-1643 Piotr Rudomina-Dusiacki
- 1644-1646Henryk Denhoff

## Voivodas
Los voivodas de Dorpat.
- 1598-1600 enero Abramowicz,
- 1598 Gerard Denhoff (Gerhard Dönhoff; c. 1550-1598)
- 1600-1602 Marcin Kurcz (fallecido en 1602)
- 1609-1617 Teodor Dadźbog Karnkowski (1573-1617)
- 1617-1627 Mikołaj Kiszka (c. 1588-1644)

## Voivodas titulares
- 26 de agosto de 1625 Tartu capituló ante Suecia
- 1627-1634 Kasper Doenhoff (Caspar Dönhoff; c. 1588-1645)
- 1634-1640 Gothard Jan Tyzenhauz (fallecido en 1640)
- 1641-1651 Andrzej Leszczyński (c. 1606-1651)
- 1651-1651 Enoc Kolenda
- 1651-1654 Teodor Denhoff (fallecido en 1654) ( pl )
- 1654-1654 Zygmunt Opacki (fallecido en 1654)
- 1654-1658 Olbracht Opacki (c. 1621-1680)'
- ?-1657 Aleksander Ludwik Wolff
- 1657-1658 Zygmunt Wybranowski
- 1658-1660 Przecław Paweł Leszczyński (1605-1670)
- 1670-1676 Samuel Leszczynski (1637–1676)